# Discovery (Schiff, 1875)
HMS Discovery war ein Schiff der Royal Navy, das durch die Arktis-Expedition 1875–1876 unter George Nares bekannt wurde.
Die Discovery wurde auf der Werft von Stephens & Sons in Dundee, Schottland, gebaut und lief 1873 vom Stapel. Sie besaß 3 Masten und war mit einer 365 PS starken Dampfmaschine ausgestattet. Ursprünglich auf den Namen Bloodhound getauft und als Walfänger vorgesehen, wurde das Schiff 1874 von der britischen Admiralität gekauft. Sie war eines von zwei Schiffen (Discovery: Kapitän Henry F. Stephenson; HMS Alert: Kapitän Albert Hastings Markham), die unter der Leitung von Kapitän George Nares (1831–1915) eine britische Arktis-Expedition zum Nordpol bringen sollten.
Gestartet am 29. Mai 1875 in Portsmouth, führte der Weg der beiden Schiffe an der Westküste Grönlands vorbei bis nordöstlich vor Ellesmere Island, wo die Discovery in der Lady-Franklin-Bay auf 81°44’ N überwinterte. Kapitän Markham gelang es im Frühjahr 1876, mit Schlitten bis auf 83°20’ nördlicher Breite vorzudringen.
Da Fälle von Skorbut auftraten, musste die Expedition abgebrochen werden. Sie hatte zwar den Nordpol nicht erreicht, kehrte aber mit wertvollen wissenschaftlichen und geographischen Erkenntnissen Ende Oktober 1876 zurück.
Über die weitere Verwendung des Schiffes ist zurzeit nichts bekannt. 1902 wurde das Schiff verkauft.